# 요한 요한손
요한 요한손(아이슬란드어: Jóhann Gunnar Jóhannsson, 1969년 9월 19일 ~ 2018년 2월 9일)은 베를린을 거점으로 활동하는 아이슬란드 출신의 미니멀, 신고전, 전자 음악 작곡가이다. 영화 《사랑에 대한 모든 것》(2014), 《시카리오: 암살자의 도시》(2015)의 영화 음악을 담당하여 아카데미 음악상 후보에 올랐다.
뱅 온 어 캔, 씨어터 오브 보이시즈, 아이슬란드 심포니 오케스트라로부터 의뢰 받아 다채로운 곡을 만들었으며 영화 《The Miner's Hymns》를 통해 뉴욕 기반의 실험적 정신을 추구하는 제작자 빌 모리슨과도 협업했다.

## 사운드트랙 참여 영화
| 연도 | 제목                    | 감독              | 비고      |
| ---- | ----------------------- | ----------------- | --------- |
| 2012 | 미스터리(浮城謎事)      | 로예              | 중국 영화 |
| 2013 | 맥카닉: 마지막 추격     | 조시 C. 워커      |           |
| 2013 | 프리즈너스              | 드니 빌뇌브       |           |
| 2014 | 사랑에 대한 모든 것     | 제임스 마시       |           |
| 2015 | 시카리오: 암살자의 도시 | 드니 빌뇌브       |           |
| 2016 | 러브송                  | 김소영            |           |
| 2016 | 컨택트                  | 드니 빌뇌브       |           |
| 2017 | 블레이드 러너 2049      | 드니 빌뇌브       |           |
| 2017 | 마더!                   | 대런 아로노프스키 |           |

## 수상 및 후보
| 연도 | 시상식                  | 수상부문                 | 작품                          | 결과 |
| ---- | ----------------------- | ------------------------ | ----------------------------- | ---- |
| 2008 | Varmints                | 로데 국제 영화제         | 최우수 음악상                 | 수상 |
| 2008 | Varmints                | 삿포로 단편 국제 영화제  | 최우수 음악상                 | 수상 |
| 2012 | 미스터리                | 중국 금마장              | 최우수 영화 음악상            | 수상 |
| 2012 | 미스터리                | 제7회 아시안 필름 어워드 | 최우수 작곡상                 | 후보 |
| 2014 | 사랑에 대한 모든 것     | 골든 글로브상            | 최우수 음악상                 | 수상 |
| 2014 | 사랑에 대한 모든 것     | 영국 아카데미상(BAFTA)   | 최우수 음악상                 | 후보 |
| 2014 | 사랑에 대한 모든 것     | 미국 아카데미상          | 최우수 음악상                 | 후보 |
| 2014 | 사랑에 대한 모든 것     | 그래미상                 | 최우수 영화 사운드트랙 음악상 | 후보 |
| 2015 | 시카리오: 암살자의 도시 | 영국 아카데미상(BAFTA)   | 최우수 음악상                 | 후보 |
| 2015 | 시카리오: 암살자의 도시 | 미국 아카데미상          | 최우수 음악상                 | 후보 |
| 2016 | 컨택트                  | 골든 글로브상            | 최우수 음악상                 | 후보 |
| 2016 | 컨택트                  | 영국 아카데미상(BAFTA)   | 최우수 음악상                 | 후보 |